# Netelia tarsatus
Netelia tarsatus är en stekelart som först beskrevs av Carl Gustav Alexander Brischke 1880.  Netelia tarsatus ingår i släktet Netelia, och familjen brokparasitsteklar. Arten är reproducerande i Sverige.